# Русалочка (статуя)
Русалочка (дат. Den Lille Havfrue, в дословном переводе — «Морская дамочка») — статуя, изображающая персонажа из сказки «Русалочка» Ханса Кристиана Андерсена. Расположена в порту Копенгагена. Скульптура 1,25 м высотой и весит около 175 кг.

## История создания
Автор — датский скульптор Эдвард Эриксен. Открыта 23 августа 1913 года.
Изготовлена по заказу сына основателя пивоварни «Carlsberg» — Карла Якобсена, который был очарован балетом хореографа Ханса Бека по сказке «Русалочка» в Королевском театре Копенгагена. Балет произвёл на Якобсена такое впечатление, что он заказал скульптору Эдварду Эриксену статую Русалочки, моделью для которой должна была стать прима-балерина Эллен Прайс. Эллен согласилась, но при этом наотрез отказалась позировать обнажённой, в результате чего Эриксен использовал её образ только для головы статуи, а в качестве модели для тела статуи использовал свою жену Элин.
Бронзовая статуя Русалочки, созданная Эриксеном, была торжественно открыта 23 августа 1913 года и преподнесена Якобсеном в дар Копенгагену. С тех пор эта статуя стала символом и одной из главных достопримечательностей города. Позже скульптор, ударившись в религию, был опечален тем фактом, что изображение обнажённой женской фигуры стало наиболее известным его произведением. Раскаявшись, он передал гонорар за работу датскому благотворительному религиозному обществу. Однако его наследники оказались менее щепетильными в этом вопросе и активно стали зарабатывать на полученных ими правах на скульптуру.

## Копии
Русалочка стала одним из самых известных символов Копенгагена и всемирно известной достопримечательностью для туристов, о чём свидетельствует тот факт, что во многих городах установлены копии статуи. В частности, они есть в Саратове, Амстердаме, Париже, Риме, Токио, Шэньчжэне и Сиднее.
Срок охраны авторских прав на статую не истёк, и наследники скульптора, умершего в 1959 году, требуют платы за использование её копий и изображений. Известно, что в Дании срок действия авторских прав составляет всю жизнь, плюс 70 лет со дня смерти автора.

## Вандализм по отношению к статуе Русалочки

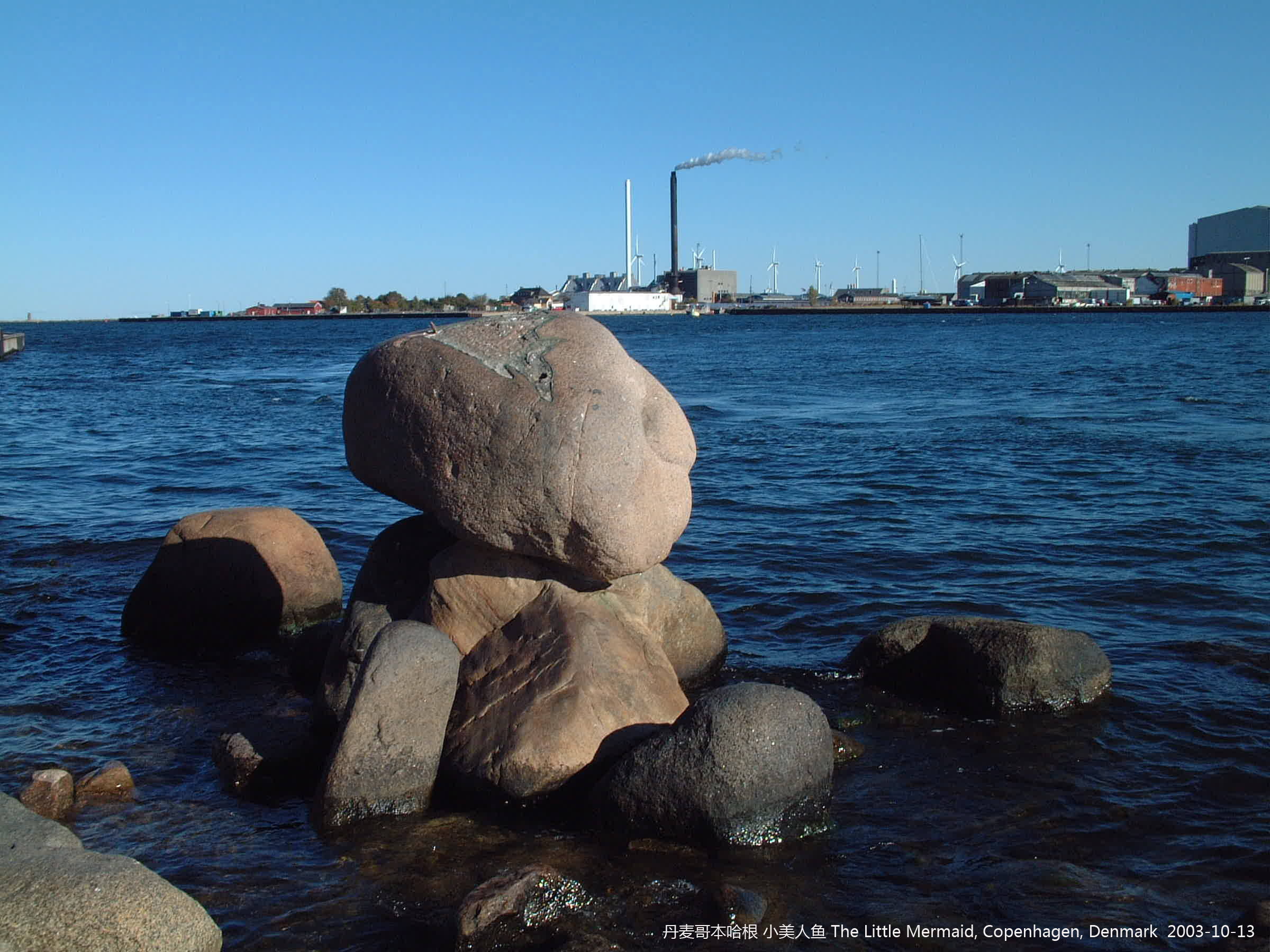
Пустой постамент в 2003 году

Статуя многократно становилась объектом вандализма, начиная с середины 1960-х годов по разным причинам, но каждый раз была восстановлена:
- 24 апреля 1964 — голова статуи была отпилена и похищена леворадикально настроенным движением художников[11]. Голова так и не была обнаружена, но статуя была восстановлена по гипсовому слепку Якобсена, хранившемуся в Государственном музее изобразительных искусств[12].
- 22 июля 1984 — её правая рука была отпилена. Рука была возвращена через два дня, поступок совершили два подростка.
- 1990 — очередная попытка похитить её голову. Результат — разрез глубиной 18 см на шее.
- 6 января 1998 — она была обезглавлена снова. Виновники не были найдены. Голова была возвращена анонимно, оставлена рядом с телевизионной станцией. 4 февраля голову установили обратно.
- Статуя была несколько раз испачкана красной краской, в том числе один раз в 1961 году, когда её волосы были окрашены в красный цвет и на ней был нарисован лифчик.
- 11 сентября 2003 — статуя была сорвана с её постамента с помощью взрыва.
- В 2004 году она была завёрнута в паранджу в знак протеста против переговоров о вступлении Турции в Европейский Союз.
- 8 марта 2006 — к руке статуи был прикреплён фаллоимитатор, а статуя испачкана зелёной краской. На постаменте были написаны слова «8 марта».
- 3 марта 2007 — статуя была снова испачкана розовой краской.
- Май 2007 — статуя была испачкана краской неизвестными вандалами.
- 20 мая 2007 — была одета в мусульманское платье и хиджаб.

В том же 2007 году власти Копенгагена объявили, что статуя будет перенесена дальше в гавань, чтобы избежать дальнейших случаев вандализма и для предотвращения постоянных попыток туристов взобраться на неё. Тем не менее, акты продолжились:
- Май 2017 — памятник был облит красной краской[13].
- 14 июня 2017 — памятник вновь облит краской, на этот раз сине-белой[14].
- 13 января 2020 — на постаменте написано «Free Hong Kong»[15].
- 3 июля 2020 — статуя обклеена стикерами, на постаменте надпись «racist fish» («рыба-расист»)[16].

## Путешествие Русалочки
В 2010 году Русалочка впервые на несколько месяцев (c 25 марта по 31 октября) покинула Копенгаген и выставлялась в датском павильоне на Всемирной выставке в Шанхае. Во избежание актов вандализма маршрут перемещения статуи из Копенгагена в Шанхай и обратно держался в секрете, а на Всемирной выставке она находилась под постоянной охраной. На время отсутствия Русалочки в месте установки скульптуры существовала видеоинсталляция, выполненная китайским художником и диссидентом Ай Вейвеем.